# Автомобільні дороги федерального значення Російської Федерації

Схема головних доріг федерального значення Росії

Автомобільні дороги федерального значення Російської Федерації — найважливіші автомобільні дороги Російської Федерації. До них належать дороги: 
- з'єднуючі Москву зі столицями сусідніх держав і адміністративними центрами суб'єктів Російської Федерації (позначаються префіксом М);
- що входять до складу європейської й азійської міжнародних автодорожних мереж (позначаються префіксами E і AH паралельно з національним позначенням).

Крім цього до федеральних доріг можуть відноситися дороги:
- що з'єднують між собою адміністративні центри суб'єктів Російської Федерації (позначаються префіксом Р);
- під'їзні і з'єднувальні дороги (позначаються префіксом А): 
  - під'їзди до найбільших транспортних вузлів і спеціальних об'єктів;
  - під'їзди від адміністративних центрів суб'єктів Російської Федерації, які не мають зв'язку з автомобільними дорогами загального користування із Москвою, до найближчих морських і річкових портів, аеропортів і залізничних станцій або до кордонів сусідніх держав;
  - що з'єднують між собою автомобільні дороги федерального значення.

Автошляхи федерального значення перебувають у власності федеральної влади.

## Магістральні федеральні дороги
| Номер     | Номер             | Назва          | Маршрут                                                                    |
| --------- | ----------------- | -------------- | -------------------------------------------------------------------------- |
|           | E30 AH6           | Білорусь       | Москва — кордон з Білоруссю                                                |
|           | E105              | Крим           | Москва — Тула — Орел — Курськ — Бєлгород — кордон з Україною               |
| М3        | E101              | Україна        | Москва — Калуга — Брянськ — кордон з Україною                              |
| М4        | E115 E50 E592 E97 | Дон            | Москва — Воронеж — Ростов-на-Дону — Краснодар — Новоросійськ               |
| М5        | E30 AH6 AH7       | Урал           | Москва — Рязань — Пенза — Самара — Уфа — Челябінськ                        |
|           | E119 E40 AH8      | Каспій         | Москва (від Кашири) — Тамбов — Волгоград — Астрахань                       |
| М7        | Е22 Е017          | Волга          | Москва — Владимир — Нижній Новгород — Чебоксари — Казань — Уфа             |
| М8        | Е115              | Холмогори      | Москва — Ярославль — Вологда — Архангельськ                                |
| М9        | Е22               | Балтія         | Москва — Волоколамськ — кордон з Латвією                                   |
| М10       | Е105 АН8          | Росія          | Москва — Твер — Великий Новгород — Санкт-Петербург                         |
| М10       | Е18 АН8           | Скандинавія    | Санкт-Петербург — Виборг — кордон з Фінляндією                             |
| А180      | E20               | Нарва          | Санкт-Петербург — кордон з Естонією (на Таллінн)                           |
| Р21       | E105              | Кола           | Санкт-Петербург — Петрозаводськ — Мурманськ — кордон з Норвегією           |
| Р23       | E95               | Псков          | Санкт-Петербург — Псков — Пустошка — Невель — кордон з Білоруссю           |
| Р217      | E50 E117 E119 AH8 | Кавказ         | Краснодар (від Павловської) — Грозний — Махачкала — кордон з Азербайджаном |
| Р254      | E30 AH6           | Іртиш          | Челябінськ — Курган — Омськ — Новосибірськ                                 |
| Р256      | AH4               | Чуйський тракт | Новосибірськ — Бійськ — Ташанта — кордон з Монголією                       |
| Р255      | AH6               | Байкал         | Новосибірськ — Кемерово — Красноярськ — Іркутськ                           |
| М54       |                   | Єнісей         | Красноярськ — Абакан — Кизил — кордон з Монголією                          |
| М55       | АН6               | Байкал         | Іркутськ — Улан-Уде — Чита                                                 |
| А360      |                   | Лена           | Невер — Якутськ                                                            |
| Р504      |                   | Колима         | Якутськ — Магадан                                                          |
| М58       | АН30              | Амур           | Чита — Невер — Свободний — Архара — Біробіджан — Хабаровськ                |
| М60       | АН6               | Уссурі         | Хабаровськ — Владивосток                                                   |
| А375 AH50 |                   | Восток         | Хабаровськ — Красний Яр — Аріадне — Чугуївка — Находка                     |
| Р193      |                   | Р 193          | Воронеж — Тамбов                                                           |
| А119      |                   | В'ятка         | Чебоксари — Йошкар-Ола — Кіров — Сиктивкар                                 |